# خالن
خالُن (به اسپانیایی: Jalón) دهستانی در استان آلیکانتهٔ اسپانیا است.
در این دهستان ۳٬۱۸۹ نفر زندگی می‌کنند. مساحت این دهستان ۳۴٫۱۵ کیلومتر مربع است.